# Adoração dos Reis Magos (Correggio)
A Adoração dos Reis Magos é uma pintura do pintor italiano do final da Renascença Correggio, executada por volta de 1515-1518. Está alojado na Pinacoteca di Brera de Milão, Itália.